# ケルンSバーン
ケルンSバーン（ドイツ語: S-Bahn Köln）はノルトライン＝ヴェストファーレン州のSバーン交通網の南側部分であり、運用範囲はライン＝ジーク運輸連合領域に及んでいる。2005年からこのSバーンシステムはDBレギオが「Sバーンケルン」と明示して、他の文献では「ライン＝ジークSバーン」とも表示されている。

## 路線
S23系統を除外する全ての系統列車は幹線であるケルン・ハンザリング - ケルン見本市＝ドイツ区間に運行されており、区間の両端にはSバーン用途の高架線路が設置された。S12系統の市外区間とS23系統の場合を除いて、Sバーン列車は平日には20分間隔で運行されている。現在ケルンSバーンの系統は次のように運営されている。
| 系統 | 運行経路 | 運行間隔    | 関連鉄道路線 | 備考                             |
| ---- | --- | ----------- | --- | -------------------------------- |
| S 6  | エッセン – ラーティンゲン東駅 – デュッセルドルフ – ランゲンフェルド (ラインラント) – レヴァークーゼン中駅 - ケルン – ハンザリング - ニッペス (- コルヴァイラー - ヴォーリンゲン)                            | 20分        | エッセン東部線（2161） ルール谷線 ケルン - デュースブルク線 ライン下流左線                                                  | ライン＝ルールSバーン            |
| S 11 | デュッセルドルフ空港 - デュッセルドルフ - ノイス - ケルン・コルヴァイラー北 - コルヴァイラー - ロンゲリヒ - ニッペス - ハンザリング - ケルン - 見本市＝ドイツ - ミュールハイム - ベルギシュ・グラートバッハ | 20分 / 30分 | ケルン空港線 ケルン - デュースブルク線 モェンヒェングラートバッハ - デュッセルドルフ線 ライン下流左線 ケルン - リンドラー線 |                                  |
| S 12 | ホレム - ハンザリング - ケルン - 見本市＝ドイツ - トリムボルン街 - ポルツ - トロイスドルフ - ジークブルク/ボン - アイトルフ - ヘネフ - ヘルヒェン - アウ                                                    | 20分 / 30分 | ケルン - アーヘン線、ジーク線                                                                                               |                                  |
| S 19 | デューレン - ブイル - ホレム - ハンザリング - ケルン - 見本市＝ドイツ - トリムボルン街 - ケルン＝ボン空港 - ポルツ・ヴァーン - トロイスドルフ - ジークブルク/ボン - アイトルフ - ヘネフ - ヘルヒェン - アウ | 20分 / 30分 | ケルン - アーヘン線、ジーク線、ケルン空港線                                                                                 |                                  |
| S 23 | オイスキルヒェン - ラインバッハ - メッケンハイム - アルフター・ヴィターシュリック - ボン・デゥイスドルフ - ボン                                                                                             | 15分 / 30分 | フォアアイフェル線 | RB23系統と連結運行。非電化路線。 |

ライン＝ルールSバーンのS6系統はケルンSバーンの相当な部分と重なっている。普通列車系統であるRB25はSバーン路線網の部分とみなされている。RB23系統はS23系統と直通運転で連結されている。

## 歴史

### Sバーン列車の運行開始と第一次路線拡張
1975年6月1日にS11系統がまずケルン・コルヴァイラー - ベルギシュ・グラートバッハ区間で導入された。Sバーン列車運行のための電力供給施設はケルン・ミュールハイム - ベルギシュ・グラートバッハ区間で備えられた。
- S11: ケルン・コルヴァイラー - ロンゲリヒ - ニッペス - ケルン - 見本市＝ドイツ - ミュールハイム - ベルギシュ・グラートバッハ

ケルン・ロンゲリヒ駅からSバーンの新線が分岐して、ヒォルヴァイラー町へ続く。1977年5月S11系統はヒェルヴァイラー北駅まで延長された。初期には141形電気機関車とプッシュプル方式のN客車（n-Wagen）が投入された。
- S11: ケルン・コルヴァイラー北 - コルヴァイラー - ロンゲリヒ - ニッペス - ケルン - 見本市＝ドイツ - ミュールハイム - ベルギシュ・グラートバッハ

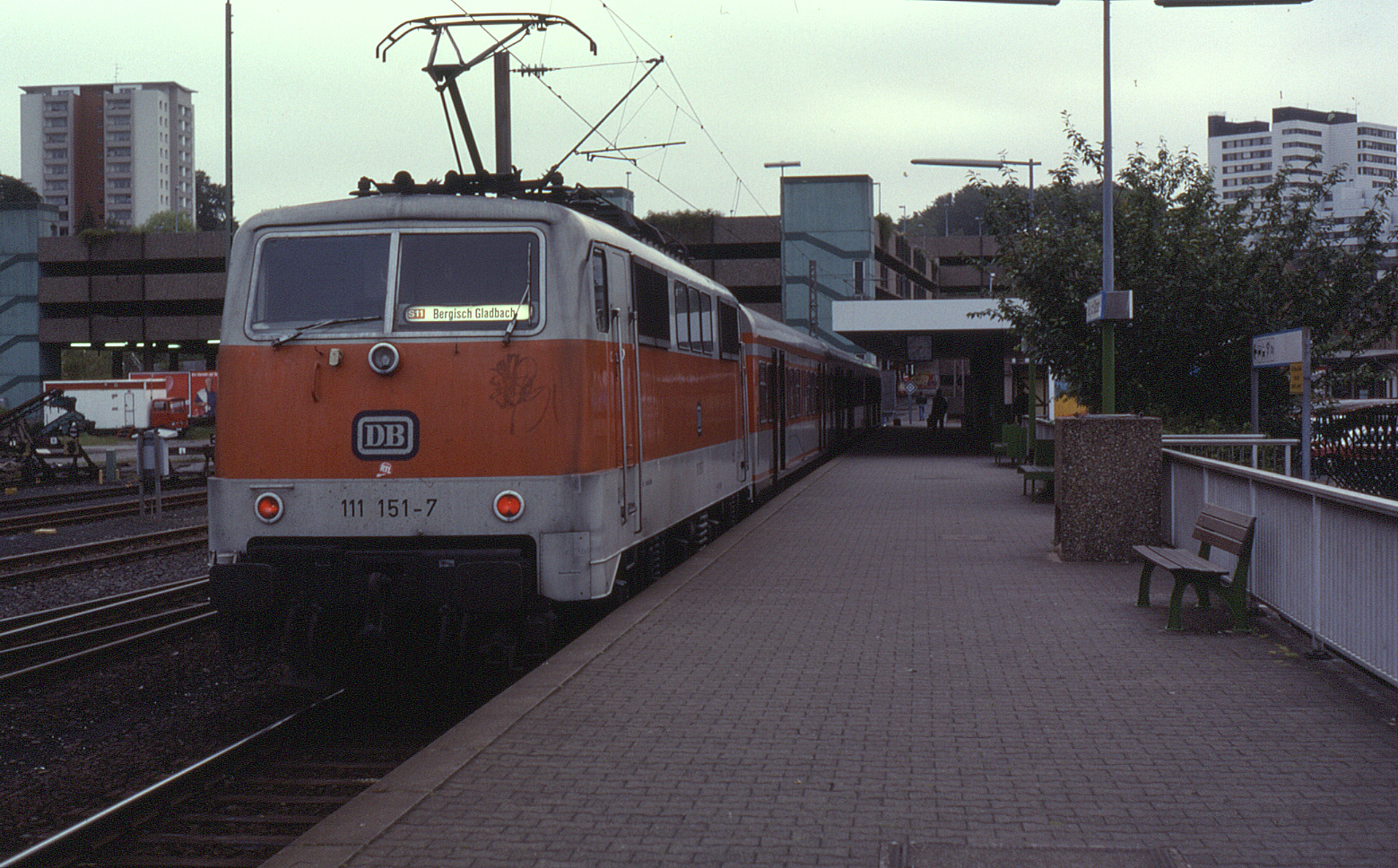
ベルギシュ・グラートバッハ駅で待機するS11列車（1989年）

1984年にシティーバーン系統が廃線危機に瀕したケルン・カルク - オーバーラト線、オーバーラト - ディーリングハウゼン区間およびディーリングハウゼン - グンマースバッハ区間に導入され、218形ディーゼル機関車と改造されたN客車がオレンジ色・灰白色の「ポップ配色（Pop-Farbschema）」の塗装で運行された。シティーバーンの試験運営の成功は非電化Sバーンの計画に影響を与えた。1980年末までS11系統はケルン・ヴォリンゲン、ノイスの経由でデュッセルドルフまで延長された。当時にX客車（x-Wagen）と111形電気機関車が新たに投入された。
1985年6月2日にSバーンのコルヴァイラー線がヴォーリンゲン駅まで延長されて、S11列車はノイス駅まで走行することとなった。
- S11: ノイス - ヴォーリンゲン - ノルフ - ドルマーゲン - コルヴァイラー北 - コルヴァイラー - ロンゲリヒ - ニッペス - ケルン - 見本市＝ドイツ - ミュールハイム - ベルギシュ・グラートバッハ

1985年3月ホーエンツォレルン鉄道橋の拡張工事が開始されて、2本の線路、3.5 m幅の人道・自転車道が追加で建設された。工事は1989年に完了して、見本市＝ドイツ駅で拡張されたSバーン乗降場と連結された。1990年5月にケルン・ハンザリング駅がケルン都市鉄道の乗り換え駅として開業された。

### 第二次路線拡張
1991年6月2日にS6系統がケルン・ハンザリングまで延長された。S12系統は通勤列車路線としてケルン・ニッペス - アウ区間で開業された。アウ - ジーゲン区間でS12列車は普通列車に転換され、続いて走行した。
- S12: ケルン・ニッペス - ハンザリング - ケルン - 見本市＝ドイツ - トリムボルン街 - ポルツ - トロイスドルフ - ジークブルク/ボン - アイトルフ - ヘネフ - ヘルヒェン - アウ

S6系統およびS11系統には111形電気機関車とX客車（x-Wagen）が投入され、S6系統は後で143形電気機関車で運営された。2000年5月から423形電車がS12路線に段階的に既存の車両を置き換えた。

### 第三次路線拡張

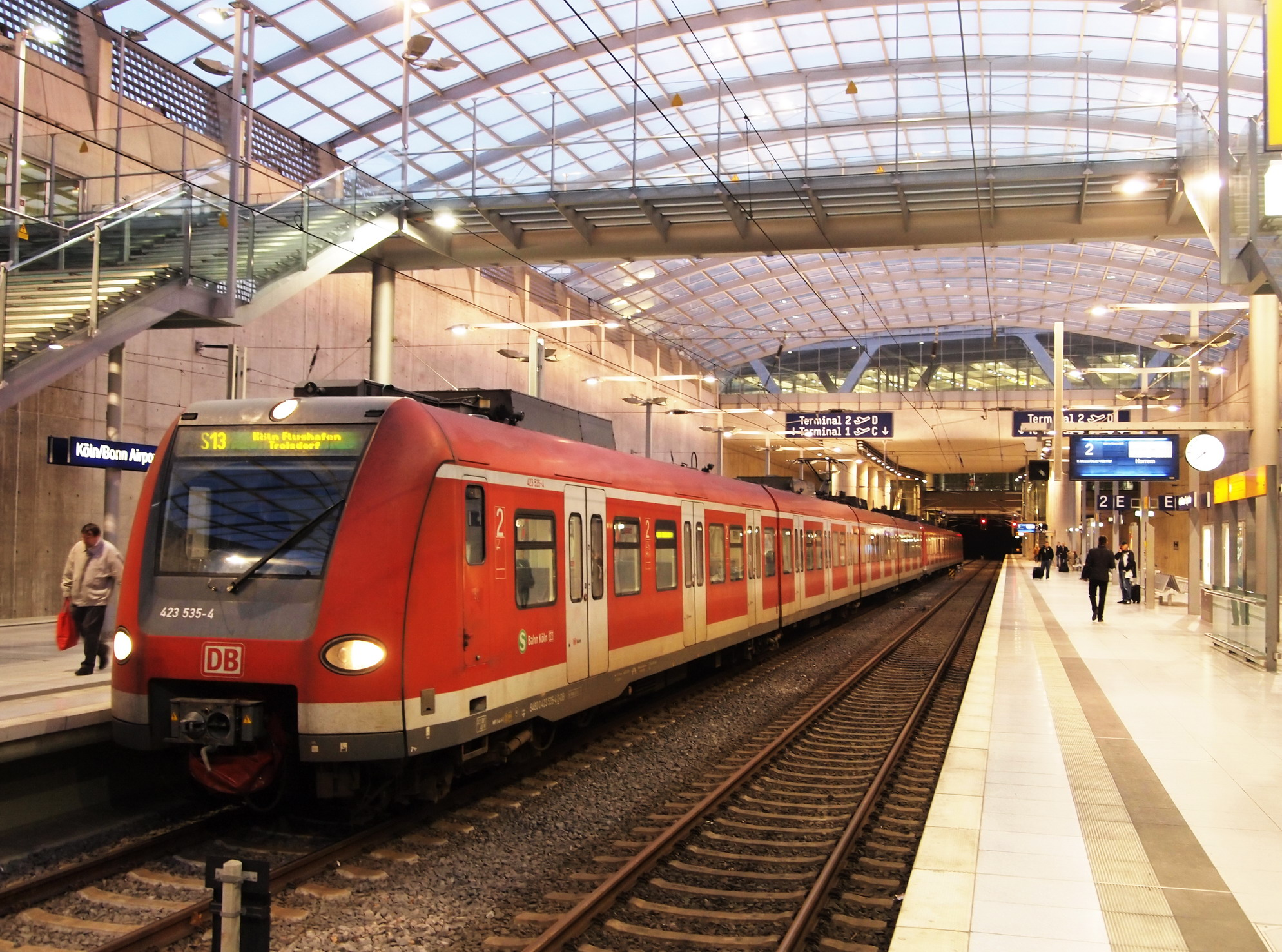
ケルン空港駅で停車するS13列車

ケルン - アーヘン線の高速化と共にSバーン緩行線がハンザリング - デューレン区間に建設された。2002年12月15日にデューレンとケルン・メッセ/ドイツ駅の間でS13系統が新設された。
- S13: デューレン - ブイル - ホレム - フレヒェン・コェニヒスドルフ - ケルン・ロェーヴェニヒ - エーレンフェルト - ハンザリング - ケルン - 見本市＝ドイツ

2003年に多数のジーク線乗降場が高く改修されて、緩行線はフィングスト分岐点とシュタイン町の区間に建設された。2004年6月にケルン空港線の開通で、S13系統はケルン・ボン空港駅を経由してトロイスドルフまで延伸された。

### 2005年以後の発展
2005年8月ケルン世界青少年の日のキッカケにドイツ鉄道は路線案内および時刻表に、2008年から車両にも「ケルンSバーン」表示を使用している。2009年12月にライン＝ルールS7系統が廃止されて、S11列車はデュッセルドルフ空港まで走行することとなった。
2014年12月からS13列車はラッシュの時間帯にS19列車としてホレム - ヘネフ区間で運行されていた。S13系統はケルン・エーレンフェルト駅まで延長された。2015年12月にS12系統とS13およびS19系統の西側路線の終着駅が交換されて、S19列車は平日60分間隔でヘルヒェンまで走行した。2020年12月にS13系統は既存のS12およびS19系統に吸収された。トロイスドルフとボン・オーバーカッセルの間がSバーン路線網に編入されると、S13系統が復活する予定である。

## 車両
車両はライン＝ルールSバーンと同じく複数形式で、現在電車と気動車が使用される。63両の423形と少数の420形はS11系統、S12系統、S19系統に投入されている。S11系統の423形では、他の系統の同種車両と違って、一等席がある。S6系統の場合、422形が運用されている。非電化路線のS23では622形が運用されている。また、ハノーファーSバーン車両であった424形は運行休止となって、改造作業の後に車両をSバーン路線に投入することが計画されている。